# Dubai Tennis Championships 2009 - Qualificazioni singolare femminile
Le qualificazioni del singolare femminile del Dubai Tennis Championships 2009 sono state un torneo di tennis preliminare per accedere alla fase finale della manifestazione. I vincitori dell'ultimo turno sono entrati di diritto nel tabellone principale. In caso di ritiro di uno o più giocatori aventi diritto a questi sono subentrati i lucky loser, ossia i giocatori che hanno perso nell'ultimo turno ma che avevano una classifica più alta rispetto agli altri partecipanti che avevano comunque perso nel turno finale.
Le qualificazioni del Dubai Tennis Championships  2009 prevedevano 26 partecipanti di cui 8 sono entrati nel tabellone principale.

## Teste di serie
1. Tamira Paszek (Qualificata)
2. Ayumi Morita (ultimo turno)
3. Elena Vesnina (Qualificata)
4. Camille Pin (ultimo turno)
5. Anastasija Rodionova (Qualificata)
6. Zi Yan (Qualificata)
7. Urszula Radwańska (Qualificata)
8. Anna Lapuščenkova (Qualificata)

1. Andreja Klepač (ultimo turno)
2. Julia Schruff (Qualificata)
3. Viktorija Kutuzova (Qualificata)
4. Raquel Kops-Jones (primo turno)
5. Tat'jana Puček (ultimo turno)
6. Vesna Manasieva (ultimo turno)
7. Kristína Kučová (ultimo turno)
8. Selima Sfar (ultimo turno)

## Qualificati
1. Tamira Paszek
2. Viktorija Kutuzova
3. Elena Vesnina
4. Julia Schruff

1. Anastasija Rodionova
2. Zi Yan
3. Urszula Radwańska
4. Anna Lapuščenkova

## Tabellone

### Legenda
| - Q = Qualificato - WC = Wild card - LL = Lucky loser | - ALT = Alternate - SE = Special Exempt - PR = Protected Ranking | - w/o = Walkover - r = Ritirato - d = Squalificato |

### Sezione 1
|  | Primo turno | Primo turno     | Primo turno     | Primo turno | Primo turno |  |  | Ultimo turno | Ultimo turno    | Ultimo turno    | Ultimo turno | Ultimo turno |  |
|  |             |                 |                 |             |             |  |  |              |                 |                 |              |              |  |
|  |             |                 |                 |             |             |  |  |              |                 |                 |              |              |  |
|  |             |                 |                 |             |             |  |  | 1            | Tamira Paszek   | Tamira Paszek   | 6            | 7            |  |
|  | 15          | Kristína Kučová | Kristína Kučová | 6           | 6           |  |  | 15           | Kristína Kučová | Kristína Kučová | 2            | 5            |  |
|  |             | Ines Janbakhsh  | Ines Janbakhsh  | 0           | 0           |  |  |              |                 |                 |              |              |  |

### Sezione 2
|  | Primo turno | Primo turno        | Primo turno        | Primo turno | Primo turno |  |  | Ultimo turno | Ultimo turno       | Ultimo turno       | Ultimo turno | Ultimo turno |  |
|  |             |                    |                    |             |             |  |  |              |                    |                    |              |              |  |
|  |             |                    |                    |             |             |  |  |              |                    |                    |              |              |  |
|  |             |                    |                    |             |             |  |  | 2            | Ayumi Morita       | Ayumi Morita       | 1            | 2            |  |
|  | 11          | Viktorija Kutuzova | Viktorija Kutuzova | 6           | 6           |  |  | 11           | Viktorija Kutuzova | Viktorija Kutuzova | 6            | 6            |  |
|  |             | Fatma Al-Nabhani   | Fatma Al-Nabhani   | 1           | 1           |  |  |              |                    |                    |              |              |  |

### Sezione 3
|  | Primo turno | Primo turno   | Primo turno   | Primo turno | Primo turno |  |  | Ultimo turno | Ultimo turno  | Ultimo turno  | Ultimo turno | Ultimo turno |  |
|  |             |               |               |             |             |  |  |              |               |               |              |              |  |
|  |             |               |               |             |             |  |  |              |               |               |              |              |  |
|  |             |               |               |             |             |  |  | 3            | Elena Vesnina | Elena Vesnina | 6            | 6            |  |
|  | 16          | Selima Sfar   | Selima Sfar   | 6           | 6           |  |  | 16           | Selima Sfar   | Selima Sfar   | 2            | 2            |  |
|  |             | Astrid Besser | Astrid Besser | 3           | 4           |  |  |              |               |               |              |              |  |

### Sezione 4
|  | Primo turno | Primo turno      | Primo turno      | Primo turno | Primo turno |  |  | Ultimo turno | Ultimo turno  | Ultimo turno | Ultimo turno | Ultimo turno |  |
|  |             |                  |                  |             |             |  |  |              |               |              |              |              |  |
|  |             |                  |                  |             |             |  |  |              |               |              |              |              |  |
|  |             |                  |                  |             |             |  |  | 4            | Camille Pin   | 6            | 4            | 5            |  |
|  | 10          | Julia Schruff    | Julia Schruff    | 6           | 6           |  |  | 10           | Julia Schruff | 4            | 6            | 7            |  |
|  |             | Magali De Lattre | Magali De Lattre | 3           | 0           |  |  |              |               |              |              |              |  |

### Sezione 5
|  | Primo turno | Primo turno    | Primo turno    | Primo turno | Primo turno |  |  | Ultimo turno | Ultimo turno         | Ultimo turno         | Ultimo turno | Ultimo turno |  |
|  |             |                |                |             |             |  |  |              |                      |                      |              |              |  |
|  |             |                |                |             |             |  |  |              |                      |                      |              |              |  |
|  |             |                |                |             |             |  |  | 5            | Anastasija Rodionova | Anastasija Rodionova | 6            | 6            |  |
|  | 9           | Andreja Klepač | Andreja Klepač | 6           | 6           |  |  | 9            | Andreja Klepač       | Andreja Klepač       | 1            | 4            |  |
|  |             | Eva Hrdinová   | Eva Hrdinová   | 3           | 1           |  |  |              |                      |                      |              |              |  |

### Sezione 6
|  | Primo turno | Primo turno    | Primo turno    | Primo turno    | Primo turno |  |  | Ultimo turno | Ultimo turno   | Ultimo turno | Ultimo turno | Ultimo turno |  |
|  |             |                |                |                |             |  |  |              |                |              |              |              |  |
|  |             |                |                |                |             |  |  |              |                |              |              |              |  |
|  |             |                |                |                |             |  |  | 6            | Zi Yan         | 4            | 6            | 6            |  |
|  | 13          | Tat'jana Puček | Tat'jana Puček | Tat'jana Puček | W-O         |  |  | 13           | Tat'jana Puček | 6            | 1            | 1            |  |
|  |             | Marinne Giraud |                |                |             |  |  |              |                |              |              |              |  |

### Sezione 7
|  | Primo turno | Primo turno       | Primo turno       | Primo turno | Primo turno |  |  | Ultimo turno | Ultimo turno      | Ultimo turno      | Ultimo turno | Ultimo turno |  |
|  |             |                   |                   |             |             |  |  |              |                   |                   |              |              |  |
|  | 7           | Urszula Radwańska | Urszula Radwańska | 6           | 6           |  |  |              |                   |                   |              |              |  |
|  |             | Lenka Tvaroskova  | Lenka Tvaroskova  | 0           | 2           |  |  | 7            | Urszula Radwańska | Urszula Radwańska | 6            | 6            |  |
|  |             | Raquel Kops-Jones | 5                 | 7           | 6           |  |  |              | Raquel Kops-Jones | Raquel Kops-Jones | 0            | 4            |  |
|  | 12          | Neuza Silva       | 7                 | 5           | 4           |  |  |              |                   |                   |              |              |  |

### Sezione 8
|  | Primo turno | Primo turno       | Primo turno       | Primo turno | Primo turno |  |  | Ultimo turno | Ultimo turno      | Ultimo turno | Ultimo turno | Ultimo turno |  |
|  |             |                   |                   |             |             |  |  |              |                   |              |              |              |  |
|  | 8           | Anna Lapuščenkova | Anna Lapuščenkova | 6           | 6           |  |  |              |                   |              |              |              |  |
|  |             | Alina Tseplukhova | Alina Tseplukhova | 0           | 0           |  |  | 8            | Anna Lapuščenkova | 4            | 6            | 6            |  |
|  | 14          | Vesna Manasieva   | Vesna Manasieva   | 6           | 6           |  |  | 14           | Vesna Manasieva   | 6            | 2            | 4            |  |
|  |             | Zuzana Kučová     | Zuzana Kučová     | 4           | 4           |  |  |              |                   |              |              |              |  |